# Spitz (monte)
Il Spitz con 2.186 m s.l.m. è una montagna della Catena del Reticone nelle Alpi Retiche occidentali. Si trova nel comune di Triesenberg nel Liechtenstein.